# Sócrates Anaya
Justo Sócrates Anaya (San Miguel de Tucumán, 2 de abril de 1850 - Córdoba, 8 de diciembre de 1932) fue un militar argentino que participó en la Guerra de la Triple Alianza y en la Conquista del Desierto, fue gobernador del Territorio Nacional del Neuquén y llegó al grado de general.

## Biografía
Hijo del boliviano Justo José Anaya y de la argentina Zenona Wards, estudiaba en un colegio secundario cuando estalló la Guerra de la Triple Alianza, que le hizo abandonar sus estudios y enrolarse en el ejército como soldado “distinguido”. Incorporado al Batallón de Santa Fe, combatió en Itapirú, Estero Bellaco, Tuyutí y Curupaytí, llegando al grado de ayudante mayor.
Participó en la campaña de Corrientes contra el general Nicanor Cáceres, y luego se incorporó a una guarnición de frontera contra los indígenas en el sur de Córdoba; en 1869 fue ascendido al grado de capitán y prestó servicios en el fuerte de Río Cuarto.
En 1870 participó en la guerra contra la Rebelión Jordanista a órdenes del coronel Ignacio Rivas. De regreso a la frontera de Río Cuarto participó en la campaña del coronel Julio Argentino Roca contra los ranqueles. Participó en la segunda campaña contra Ricardo López Jordán y tomó parte en la batalla de Don Gonzalo; luego luchó a órdenes de Roca contra la revolución de 1874, participando en la batalla de Santa Rosa. En 1878 fue ascendido a teniente coronel.
Tuvo una importante participación en la Conquista del Desierto a órdenes del coronel Eduardo Racedo, al frente del Regimiento de Infantería N.º 10. También participó en la represión de la revolución de 1880 y participó en la batalla de los Corrales Viejos. Tuvo participación en la fundación de la ciudad de Victorica, en el Territorio Nacional de La Pampa, aunque la fundación fue hecha por el sucesor de Anaya en la jefatura del Regimiento 10, el coronel Ernesto Rodríguez. La iglesia matriz de Victorica se llamó Santa Teodosia en honor a una de las hijas del teniente coronel Anaya.
En 1886 fue ascendido a coronel y nombrado jefe del Regimiento de Infantería N.º 5, con sede en Formosa. Pasó luego a prestar servicios en el Estado Mayo del Ejército, cargo desde el cual combatió contra la Revolución del Parque en 1890.
El 18 de octubre de 1891 fue nombrado gobernador del Territorio Nacional del Neuquén, con sede en Chos Malal, cargo que ejerció hasta el 20 de abril de 1894. Durante su gestión comenzó la instalación de la ciudad de Confluencia, actual Neuquén, y se construyó el primer puente sobre el río de ese nombre cerca de Chos Malal.
Tras ocupar otros cargos administrativos en Córdoba, Entre Ríos y Buenos Aires, pasó a retiro efectivo con el grado de general de brigada en 1910. Tras ejercer brevemente como comisionado municipal en Daireaux (provincia de Buenos Aires), se instaló en Villa del Totoral, donde construyó un palacete conocido como Villa Rosarito. Más tarde se radicó en la capital cordobesa, donde falleció en el año 1932.
Sus restos descansan en el Panteón de los Guerreros del Paraguay del Cementerio de la Recoleta. Estaba casado con Norberta Garmendia, con quien tuvo varios hijos. Una escuela de la ciudad de Río Cuarto y una calle en la ciudad de Neuquén recuerdan a este militar.